# NGC 7535
NGC 7535 (другие обозначения — PGC 70761, UGC 12438, MCG 2-59-10, ZWG 431.23) — галактика в созвездии Пегас.
Этот объект входит в число перечисленных в оригинальной редакции «Нового общего каталога».